# Mao (cantor japonês)
Mao (マオ) (Kurume, 23 de outubro) é um cantor japonês, mais conhecido por ser vocalista da banda de rock SID e responsável por todas as letras. O SID se tornou popular no Japão em meados de 2010 com o álbum Hikari que inclui as canções de anime "Monochrome no Kiss" e "Uso". Ele iniciou carreira solo em 2016 utilizando o nome Mao from SID, que foi simplificado para apenas Mao em 2024. Em 3 de julho de 2021 foi nomeado embaixador de sua cidade natal, Kurume.

## Carreira

### 1995–2008: Primeiras bandas e SID
Mao entrou em sua primeira banda na época do colegial e se mudou para Tóquio com o grupo. Depois de ter formado uma banda chamado Dildo por volta de 1995, ele formou a Shula em 1999. A banda possuía três membros (vocalista, guitarrista e baixista) e possuía um estilo musical voltado para o pop e trajes visual kei. Por conta falta de popularidade da banda, os membros começaram a se desentender e o grupo se desfez em 2003. Em maio do mesmo ano, Mao convida Aki, que também sentia que sua banda anterior não estava indo bem, para formar a banda Sid, que inicialmente fazia covers de Kuroyume. O guitarrista Shinji e baterista Yūya (que também foi do Shula) foram membros de suporte até serem adicionados oficialmente ao grupo em 2004. Em entrevista para a revista Zy em 2008, Mao contou sobre os primórdios da banda: relatou que a popularidade de Sid estava crescendo rapidamente comparado a sua banda anterior, e para aumentar o número de fãs, faziam muitas performances ao vivo por não terem dinheiro o suficiente para anúncios na mídia. Em 1 de junho de 2007, Mao e os outros membros abriram seus blogs na plataforma Ameba, e o blog de Mao se tornou um dos 10 mais populares na época.
Em 3 de março de 2010 Mao lançou seu primeiro livro, A Estética dos Desenhos de Traço Único (一筆書きの美学, Ippitsugaki no bigaku) contando sobre sua viagem para a Coreia do Sul, que foi serializado na revista Pati Pati. Uma sequência foi lançada em 7 de dezembro de 2012, A Estética dos Desenhos de Traço Único 2, dessa vez mostrando uma viagem para Taiwan.

### 2016–presente: Estreia como artista solo
Em junho de 2016, o vocalista iniciou uma carreira solo com o nome de Mao from SID. Seu primeiro lançamento foi o single "Tsuki/Hoshi" disponível em três edições. Em 28 de setembro lançou o álbum Maison de M com 6 faixas e produziu um evento digital de perguntas e respostas e autógrafos por sorteio. Para o lançamento de ambos os trabalhos, ele também sediou um evento presencial de encontro com os fãs em diversas lojas pelo país. Segundo o website Barks, o evento do single atraiu cerca de 40 mil fãs. O álbum apresenta uma musicalidade "exuberante de jazz latino" segundo o Allmusic.
Em 2017, Mao escreveu a letra da canção "Ash" de LiSA, tema do anime Fate/Apocrypha. Ele fez um show solo no Tsutaya-O West chamado Whiteday em 2017, que se repetiu exatamente um ano depois, contando com os membros suporte Nishi-ken (teclados), Daisuke Kadowaki (violino) e Yasuo Kijima (guitarra). Em 2019, ele embarcou em uma turnê acústica solo com 6 datas de 17 a 30 de julho tendo dois shows por dia: o primeiro com covers femininos e o segundo com covers masculinos. Em dezembro, realizou duas apresentações solo de natal no Nihonbashi Mitsui Hall em Tóquio, a primeira no dia 11 sendo acústica e a segunda no dia 12 com uma banda de suporte. Parte dos lucros da primeira noite foi doado a ONG Internacional World Vision Japan.
A primeira apresentação solo do cantor em formato de livestream foi feita em 29 de agosto de 2020 em meio à pandemia de COVID-19. Em 2021, ele participou do álbum Beautiful Lie de Ryuichi Kawamura, lançado em janeiro, providenciando a letra da primeira faixa "Kiseki no Chizu". Vendo as sequelas da pandemia, ele publicou um livro de autoajuda pela editora Gentosha em 12 de maio, chamado A Magia da Positividade (ポジティブの魔法, Positive no Mahō).
O cantor cancelou sua apresentação solo de natal em novembro de 2021, e em janeiro de 2022 suspendeu oficialmente suas atividades para tratamento por não estar em boas condições de saúde. Ele retomou a carreira em janeiro de 2023 quando Sid fez um show exclusivo para os membros do fã clube.
Em 2024 Mao recomeçou sua carreira solo, dessa vez usando apenas Mao como nome em vez de Mao from SID. Ele anunciou o álbum Habit para ser lançado em 29 de maio e lançou um videoclipe teaser da faixa "ROUTE209". A partir de junho, ele embarcou em uma turnê solo com sua banda de apoio consistindo em Nishi-ken (teclados), Leda (guitarra), Shoyo (baixo) e DUTTCH (bateria).

## Vida pessoal
Mao nasceu em Kurume, província de Fukuoka em 23 de outubro, porém não revelou seu ano de nascimento. Se mudou para Tóquio um ano depois de completar seu ensino médio e entrou um emprego de meio período no restaurante Coco Ichibanya. Ele aprendeu a cantar e executar suas técnicas vocais sozinho, mas começou a frequentar aulas de canto em 2010.
A maior influência do cantor é a banda Kuroyume e seu vocalista Kiyoharu, tendo seu estilo vocal inspirado nele. Na edição de abril de 2011 da revista Fool's Mate, ele contou que se tornou fã após um amigo lhe apresentar o single "Ice My Life".
Mao revelou em 2015 que dois anos antes foi diagnosticado com doença de Ménière e depois de ter contraído uma gastroenterite, fez uma cirurgia para remover os pólipos das cordas vocais e logo depois se recuperou completamente.

## Discografia

### Solo
Singles
- "Tsuki/Hoshi" (22 de junho de 2016), posição de pico na Oricon: 4[24]

Álbuns
- Maison de M (28 de setembro de 2016), posição de pico na Oricon: 8[24]
- habit (29 de maio de 2024), 17[24]

Álbuns ao vivo
- Maison de M vol.1 in Billboard Live Tokyo (29 de março de 2017)

## Livros
- A Estética dos Desenhos de Traço Único (一筆書きの美学, Ippitsugaki no bigaku) (3 de março de 2010)
- A Estética dos Desenhos de Traço Único 2 (一筆書きの美学II, Ippitsugaki no bigaku II) (7 de dezembro de 2012)
- A Magia da Positividade (ポジティブの魔法, Positive no Mahō) (12 de maio de 2021)